# Cadastre
|  | Per a altres significats sobre l'impost del mateix nom aplicat a Catalunya al segle xviii, vegeu « Cadastre (impost) ». |

El cadastre o la recana (del grec κατάστιχον, registre) immobiliari és un registre administratiu dependent de l'Estat en el qual es descriuen els béns immobles rústics, urbans i de característiques especials.

## Antecedents
En la Roma antiga era la contribució que pagaven "per cap" els nobles i terratinents segons el patrimoni immobiliari que posseïen. S'entenia, i s'entén encara, per cadastre el registre dels béns immobles (ubicació, dimensions i ús) i els seus propietaris, que s'utilitza per a establir la suma de la contribució que s'imposa sobre els béns immobles segons la seva producció, la seva renda o el seu valor, i drets com servitud i hipoteca. Es guarden registres de l'ús d'aquest tipus de registres a Babilònia i Grècia, on s'utilitzava com a base impositiva, també a Egipte on a part de la funció impositiva, s'utilitzava com a reserva de dades de les dimensions i ubicacions de les parcel·les per a la seva demarcació després de les crescudes cícliques del Nil. A Europa els cadastres es fan progressivament més precisos, sobretot a partir del domini napoleònic. En són exemples destacats França i els Països Baixos (amb un cadastre organitzat per Napoleó Bonaparte), Alemanya, Regne Unit, i Espanya, que implanta el sistema a Amèrica durant l'època colonial.

## El cadastre a la Corona d'Aragó
A Catalunya, el primer cadastre el va establir José Patiño, després de la Guerra de Successió, unificant i centralitzant la hisenda espanyola, segons el model francès. L'ideòleg inicial d'aquest nou impost a Catalunya fou el geògraf català Josep Aparici, el qual, no obstant això, no en fou el gestor perquè es deixà en mans directes dels ocupants castellans malgrat el seu desconeixement de la societat i l'economia del país.
El 1749 es va iniciar el que possiblement és el més important exemple de l'època preestadística a tot el món: el Cadastre d'Ensenada, que incloïa el cens de població i moltes altres dades.
Aquest impost es va mantenir vigent fins al 1845, amb la reforma tributària general del Ministre d'Hisenda Alejandro Món.
Els Decrets de Nova Planta de 1716 també imposaven l'impost de la talla general al Regne de Mallorca. A més, els Decrets de Nova Planta de 1707 establien els impostos de l'equivalent al Regne de València i l'única contribució al Regne d'Aragó.

## Cadastre rústic
No és fins a mitjan anys 50 que es comença a realitzar a partir de les famoses fotos aèries dels americans. Uns anys abans es va publicar una sèrie de treballs de camp que es va anomenar Catastron. Actualment a Girona es poden veure en l'Arxiu Històric de la Plaça Sant Josep.
La gran problemàtica amb el cadastre rústic és que força informació que té és errònia ja sigui en dibuix, límits de finca, o en titularitat. I encara que és sól una manera de cobrar els impostos (l'IBI) s'han tornat els ulls d'aquelles escriptures de finques. Però pels casos d'expropiacions i subvencions són atorgats als titulars de la parcel·la no als reals propietaris de les finques registrals.

## Actualitat
El concepte actual de cadastre es basa en tres finalitats que la sostenen i que són:
1. Donar una base per a la planificació urbana i rural.
2. Calcular la suma de les contribucions com l'impost immobiliari.
3. Guardar la seguretat jurídica del dret de propietat a través de l'aprovació i arxiu de les mesures, que són la base de les escriptures de translació i domini.

Al seu torn, per a complir els tres ítems anteriors, el cadastre està dividit en tres seccions: 
1. Cadastre Fiscal: Encarregat de la fixació del valor dels béns a fi d'imposar-li un tribut proporcional.
2. Cadastre Jurídic: El qual inclou la relació entre el propietari o subjecte actiu i la propietat o objecte i la comunitat o subjecte passiu.
3. Cadastre Geomètric: Encarregat del mesurament, subdivisió, representació i localització del bé.